# المناخ (حزم العدين)

تعديل مصدري - تعديل

المناخ محلة تابعة لقرية المسعودية، التابعة لعزلة حقين بمديرية حزم العدين إحدى مديريات محافظة إب في الجمهورية اليمنية، بلغ تعداد سكانها 26 حسب تعداد اليمن لعام 2004.